# Aneta Oborny
Aneta Izabela Oborny rod. Iwańska (ur. 26 grudnia 1966 w Kielcach) – historyk kultury, muzykolog, muzealnik, publicysta, krytyk muzyczny, doktor nauk humanistycznych w zakresie historii, kustosz dyplomowany. Od 2011 roku dyrektor Muzeum Ludowych Instrumentów Muzycznych w Szydłowcu.

## Życiorys
Absolwentka Wyższej Szkoły Pedagogicznej w Kielcach (od 2011 Uniwersytet Jana Kochanowskiego) na kierunku Wychowanie Muzyczne oraz Szkół Muzycznych I i II stopnia im. Ludomira Różyckiego w Kielcach, w klasie fortepianu.
W latach 1991–1993 pracownik Muzeum Narodowego w Kielcach, w Dziale Głównego Inwentaryzatora, następnie organizator do spraw promocji i redaktor w Filharmonii Świętokrzyskiej im. Oskara Kolberga w Kielcach.
Od 1997 wykładowca, następnie adiunkt kieleckich uczelni: Wyższej Szkoły Pedagogicznej w Kielcach (przekształconej następnie w Akademię Świętokrzyską) i Uniwersytetu Jana Kochanowskiego w Kielcach (Instytut Muzyki, Instytut Polonistyki, Instytut Sztuk Pięknych), Wszechnicy Świętokrzyskiej oraz Katolickiego Uniwersytetu Lubelskiego/filia w Kielcach, prowadzący wykłady z historii kultury muzycznej, krytyki muzycznej, historii architektury i sztuki, estetyki muzyki, wiedzy o kulturze muzycznej oraz socjologii kultury.
Współpracowniczka Radia Kielce, a także Radia Jedność. Twórca kilkuset autorskich audycji muzycznych oraz felietonów. Krytyk muzyczny, felietonista, popularyzator kultury muzycznej. Autor blisko 140 publikacji zamieszczanych w periodykach kulturalnych i dziennikach, m.in. w miesięcznikach kulturalnych: Ikar, Teraz, Świętokrzyskim Magazynie Kulturalno-Artystycznym „Dedal”, „Gazecie Kieleckiej”, „Słowie Ludu”, „Gazecie Wyborczej”, czy „Twórczości Ludowej”.
Autorka książek oraz kilkudziesięciu artykułów naukowych, popularnonaukowych oraz opracowań o tematyce muzycznej, ukazywanej w aspekcie problematyki historyczno-społecznej oraz o tematyce instrumentologicznej, często prezentowanej w perspektywie interdyscyplinarnej, szczególnie w odniesieniu do sztuk pięknych, publikowanych w periodykach i wydawnictwach naukowych m.in. Narodowego Instytutu Muzealnictwa i Ochrony Zbiorów, Narodowego Instytutu Fryderyka Chopina, Muzeum Narodowego w Gdańsku, Uniwersytetu Wrocławskiego, Kieleckiego Towarzystwa Naukowego, Muzeum Ludowych Instrumentów Muzycznych w Szydłowcu.
Od 2011 roku autorka, współautorka i kuratorka wystaw oraz projektów muzealnych, w tym nagradzanych w ogólnopolskim Konkursie na Wydarzenie Muzealne Roku „Sybilla”, mazowieckim konkursie „Mazowieckie zdarzenie muzealne – Wierzba” i ogólnopolskim konkursie Polskiego Radia „Fonogram źródeł”.
Wystawy i projekty muzealne, m.in.:
- „Harmonie – gra cały świat” (2012)
- „Dama z harfą – wokół dyskretnej aury obrazu” (2014)
- „Instrumenty… – zobaczyć i usłyszeć tradycję” (od 2015)
- „Zobaczyć muzykę źródeł. Muzyka i ludowe instrumenty muzyczne w malarstwie polskim” (2015)
- „Motywy muzyczne w malarstwie europejskim w obrazach z kolekcji Muzeum Narodowego w Warszawie” (2016)
- „Malecki – urzeczeni pejzażem” (2016)
- „Ludowe stradivariusy” (2017)
- „Sobiescy – zachowane w dźwiękach” – autor koncepcji – (2018)
- „Magia instrumentów. Osobliwości inwencja trzygłosowa” (od 2019).

Jako dyrektor Muzeum Ludowych Instrumentów Muzycznych w Szydłowcu, była twórcą nowego oblicza placówki. Pod jej kierunkiem szydłowieckie muzeum, wcześniej podejmujące działania o zasięgu regionalnym, stało się nowoczesną, zarówno w warstwie merytorycznej, jak i warstwie organizacyjnej, instytucją o charakterze ogólnopolskim, realizującą złożone projekty i dysponującą rozbudowaną infrastrukturą.
Aneta Oborny jest członkiem Międzynarodowej Rady Muzeów (ICOM Polska), jurorem konkursów, m.in. Ogólnopolskiego Konkursu „Jawor – u źródeł kultury”, członkiem rady wydawniczej czasopisma humanistycznego „Niepodległość i Pamięć”.

## Nagrody i odznaczenia
- Medal Pro Mazovia za wybitne zasługi oraz całokształt działalności na rzecz województwa mazowieckiego
- Zasłużony dla kultury Powiatu Szydłowieckiego

## Wybrane publikacje
Książki:
- Lira korbowa – instrument romantycznego mitu (red. i tekst), Szydłowiec 2023
- Zamek w Szydłowcu. Wokół mecenatu dawnych właścicieli (red.), Szydłowiec 2022
- Efemerofity na ziemiach polskich. Śladem migracji instrumentów muzycznych (red. i tekst), Szydłowiec 2021
- Ale „dżaz”! W instrumentarium ludowego rytmu (red.), Szydłowiec 2020
- Sobiescy – zachowane w dźwiękach (red.), Szydłowiec 2018 (Nagroda Specjalna Polskiego Radia na konkursie Fonogram Źródeł podczas 22. Festiwalu Folkowego Polskiego Radia „Nowa Tradycja” 2019, I nagroda w konkursie Mazowieckie Zdarzenie Muzealne – „Wierzba” 2019)
- Ludowe „stradivariusy” (oprac.), Szydłowiec 2017
- Motywy muzyczne w malarstwie europejskim XVII-XIX wieku w obrazach z kolekcji Muzeum Narodowego w Warszawie, red. i tekst, Szydłowiec 2016
- Zobaczyć muzykę źródeł. Muzyka i ludowe instrumenty muzyczne w malarstwie polskim, Szydłowiec 2015 (wyróżnienie w konkursie Mazowieckie Zdarzenie Muzealne – „Wierzba”)
- Polskie instrumenty ludowe, seria „Ocalić od zapomnienia”, wyd. MUZA S.A., Warszawa 2015
- Muzeum Ludowych Instrumentów Muzycznych w Szydłowcu (1975–2010), Kielce 2010
- Życie muzyczne Kielc 1815-1914, wyd. Jedność, Kielce 2006

Artykuły:
- „Instrument obszarów tęsknot. Motywy lirnika i liry korbowej w malarstwie polskim XIX i początku XX wieku”, w: „Lira korbowa - instrument romantycznego mitu" (red. i tekst), Szydłowiec 2023[1]
- „Alojzy Oborny (1933-2022) – wspomnienie żony”, Muzealnictwo, t. 63, Narodowy Instytut Muzealnictwa i Ochrony Zbiorów, Warszawa 2022
- „Muzealne podróże muzycznych artefaktów. Szydłowieckie zbiory – nowe treści w nowych przestrzeniach”, w: A. I. Oborny (red. i wstęp), „Efemerofity na ziemiach polskich. Śladem migracji instrumentów muzycznych”, Muzeum Ludowych Instrumentów Muzycznych w Szydłowcu, Szydłowiec 2021, s. 11–29
- „Stryjeńska – muzyka nieokiełznanej natury”, w: „Pejzaże dźwiękowe i muzyczne wsi polskiej”, Muzeum Narodowe w Gdańsku, Gdańsk 2021, s. 61–70
- „Chopin – w wizualności nastroju. Wokół inspiracji polskiego modernizmu”, w: „Widzę muzykę”, Narodowy Instytut Fryderyka Chopina, Warszawa 2021, s. 63–81
- „W świątyni percepcji. Ekspozycja polskich ludowych instrumentów muzycznych szydłowieckiego muzeum – doświadczanie tradycji poprzez doświadczenie tradycji muzycznej”, „Audiosfera. Koncepcje – Badania – Praktyki”, nr 1(3)/2016, Uniwersytet Wrocławski, Wrocław 2016, s. 55–62
- „Motywy muzyczne w malarstwie europejskim XVII-XIX wieku w obrazach z kolekcji Muzeum Narodowego w Warszawie”, w: „Motywy muzyczne w malarstwie europejskim XVII-XIX wieku w obrazach z kolekcji Muzeum Narodowego w Warszawie”, Muzeum Ludowych Instrumentów Muzycznych w Szydłowcu, Szydłowiec 2016, s. 13–24
- „My – Oni – muzyka tradycyjna jako wartość budująca poczucie odrębności regionalnej”, „Ziemia Odrowążów”. Kwartalnik Społeczno-Kulturalny nr 3 (20), 2013, s. 20–21
- „Kielce przez stulecia. Życie muzyczne w XIX wieku”, w: „Kielce przez stulecia”, Kielce 2014, s. 259–263
- „Kielce przez stulecia. Życie muzyczne po II wojnie światowej”, w: „Kielce przez stulecia”, Kielce 2014, s. 630–634
- „Harmonie – gra cały świat. Wystawa Muzeum Ludowych Instrumentów Muzycznych w Szydłowcu”, „Twórczość Ludowa” 2012 nr 3-4 (73), s. 58–59
- „Muzeum Ludowych Instrumentów Muzycznych w Szydłowcu. Historia – zbiory – teraźniejszość”, „Twórczość Ludowa” 2012 nr 3-4, s. 31–34
- „Znani kieleccy ewangelicy”, w: „Z tradycji i dziejów ewangelików kieleckich”. Studia pod redakcją Jarosława Kłaczkowa, wyd. Jedność, Kieleckie Towarzystwo Naukowe, Kielce 2011, s. 55–78
- „Kieleckie tradycje organowe i chóralne – Józef i Jerzy Rosińscy”, Kieleckie Studia Teologiczne, t. 8, WSD w Kielcach, Kielce 2009, s. 391–414
- „Feliks Jaroński i jego udział w kształtowaniu polskiej kultury muzycznej XIX wieku”, w: „100 lat zorganizowanego ruchu turystyczno-krajoznawczego w Kielcach”, red. Z. Kowalczewskiego i E. Nowak, Wszechnica Świętokrzyska, Kielce 2008, s. 147–162
- „Muzyka w kieleckich świątyniach Kościoła rzymskokatolickiego w drugiej połowie XIX stulecia”, Kieleckie Studia Teologiczne, t. 6, WSD w Kielcach, Kielce 2007, s. 255–275
- „Życie muzyczne w środowisku kieleckich gimnazjalistów w czasach Stefana Żeromskiego”, w: „Kielce i kielczanie w XIX i XX wieku”. Monografia pod redakcją Urszuli Oettingen, Kieleckie Towarzystwo Naukowe, Kielce 2005, s. 45–64
- „Wielcy muzycy na estradach kieleckich w II połowie XIX wieku”, „Rocznik Świętokrzyski” Seria A – Nauki Humanistyczne 2001, nr 26, Kieleckie Towarzystwo Naukowe, Kielce 2011, s. 69–82
- „Świat dźwięków Stefana Żeromskiego”, „Ikar” 1997, nr 2(42), s. 27–28